# Общност на европейските железопътни и инфраструктурни компании
Общността на европейските железопътни и инфраструктурни компании (известна с латинските си инициали CER, на английски: Community of European Railway and Infrastructure Companies, на френски: Communauté européenne du rail) е асоциация, която представлява интересите на железопътните предприятия (ЖП) и дружествата за железопътна инфраструктура (ДЖП) от Европейския съюз и съседните му държави.
Тя обединява повече от 70 железопътни предприятия, техните национални асоциации, както и управители на железопътна инфраструктура и лизингови компании. CER представлява интересите на своите членове на политическата сцена на ЕС и активно работи с Европейската комисия и Европейския парламент за предприемане на законодателни инициативи, насочени към подобряване на бизнес средата и регулаторната среда за европейските железопътни оператори и управителите на железопътна инфраструктура.

## История
Основана през 1988 г. и базирана в Брюксел, мисията на търговската асоциация е да представлява интересите на своите членове пред европейските институции (напр. Европейската комисия) и лицата, вземащи решения. Фокусът е върху популяризирането на железницата като перспективно и устойчиво транспортно средство, като важна цел е премахването на техническите и бюрократичните пречки (оперативна съвместимост). Той е основан в рамките на Международния съюз на железниците (UIC) през 1958 г.
От 1 януари 2021 г. Алберто Мацола е изпълнителен директор на мястото на Либор Лохман, който заема поста от 1 януари 2012 г.
От 1 януари 2014 г. до 17 май 2016 г. председател е генералният директор на австрийските държавни железници (ÖBB) Кристиан Керн. Той подава оставка след назначаването му за австрийски канцлер. За негов наследник е избран Рюдигер Грубе, главен изпълнителен директор на Дойче бан, който е наследен от Кристер Фрицсон (Асоциация на шведските железопътни компании, ASTOC) през 2017 г. Андреас Мате, главен изпълнителен директор на ÖBB, го наследява като председател в началото на 2020 г.

### Членове от България
Следните български дружества членуват в CFR:
- Национална компания „Железопътна инфраструктура“;
- Българска железопътна компания;
- Булмаркет ДМ.